# Łyse (Mazovië)
Łyse is een plaats in het Poolse district  Ostrołęcki, woiwodschap Mazovië. De plaats maakt deel uit van de gemeente Łyse en telt 2350 inwoners (2010).